# Phillip Tobias
Phillip Tobias (14 octobre 1925 – 7 juin 2012) est un paléoanthropologue sud-africain professeur à l'université du Witwatersrand à Johannesburg. Il est connu pour ses travaux sur les sites ayant livré des fossiles d'hominidés en Afrique australe et orientale. En particulier, il identifia et décrivit avec Louis Leakey et John Napier une nouvelle espèce au sein du genre humain : Homo habilis. Il milita par ailleurs contre l'apartheid.

## Biographie
Phillip Vallentine Tobias est né le 14 octobre 1925 à Durban, ville de la province du Natal en Afrique du Sud. En 1945, il commence sa carrière en tant que préparateur en histologie et enseignant en physiologie à l'université du Witwatersrand. Il effectue son baccalauréat universitaire ès sciences en histologie et physiologie en 1946-1947. Il est diplômé en médecine, Bachelor of Medicine, Bachelor of Surgery, en 1950. Il est chargé de cours en anatomie en 1951. En 1953, il reçoit son doctorat pour une thèse intitulée Chromosomes, Sex-Cells, and Evolution in the Gerbil.
En 1955, il entame son post-doctorat à l'université de Cambridge. En 1959, il devient professeur et chef du département d'anatomie et de biologie de l'université du Witwatersrand, succédant au professeur Raymond Dart. En 1967, il reçoit le titre de Docteur en sciences (ScD) en paléoanthropologie pour ses travaux sur l'évolution des hominidés.

## Travaux de recherches

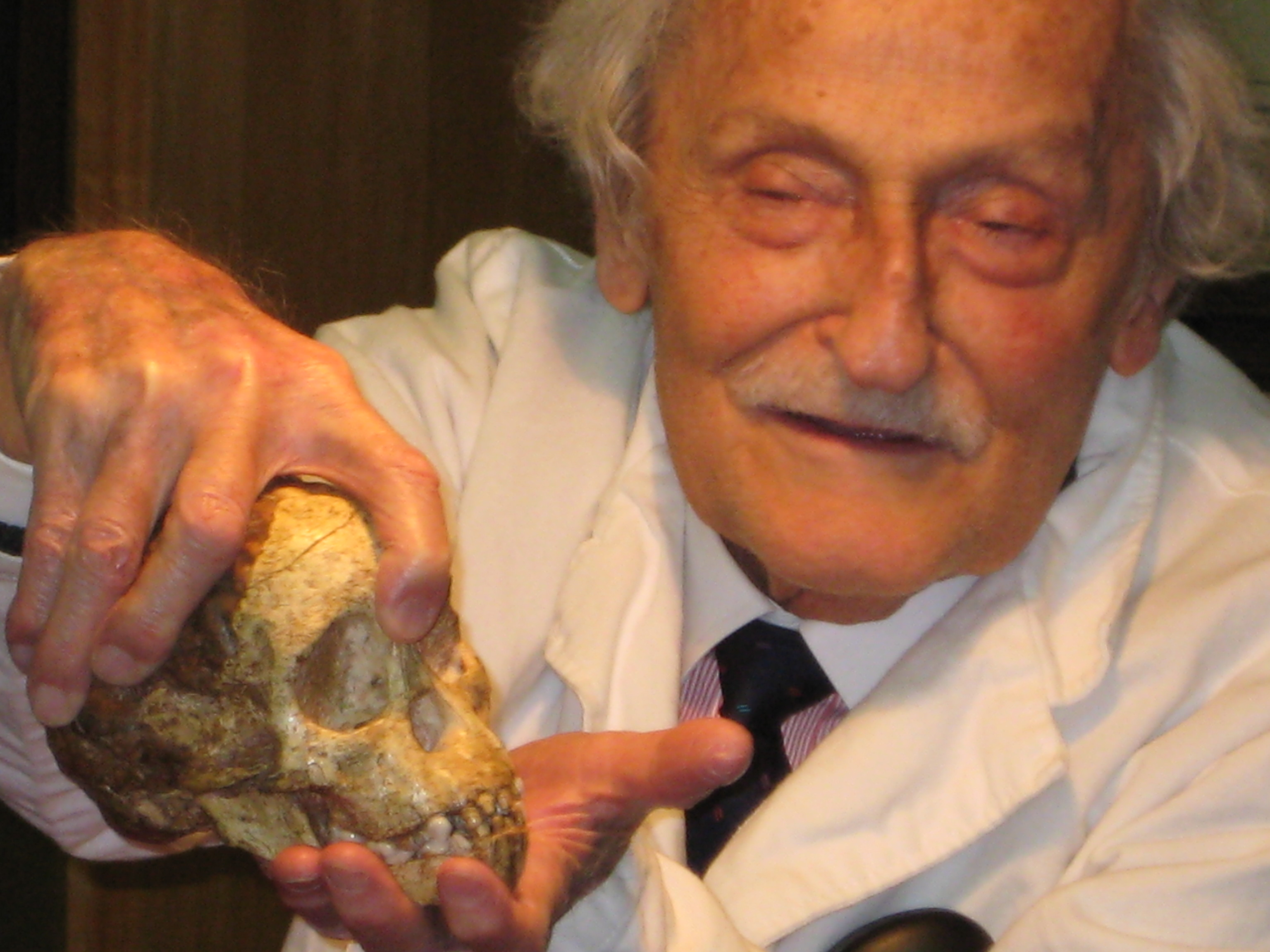
Phillip Tobias tenant le crâne de l'« enfant de Taung », spécimen permettant de décrire l'espèce Australopithecus africanus par Raymond Dart en 1925.

Ses recherches ont concerné principalement les domaines de la paléoanthropologie et de la biologie humaine de diverses populations de l'Afrique. Il a étudié les San du Kalahari, le peuple Tonga de Zambie et du Zimbabwe, et de nombreuses tribus d'Afrique du Sud. Tobias est surtout connu pour ses recherches sur les fossiles d'hominidés et sur l'évolution humaine, après avoir étudié et décrit des fossiles d'hominidés d'Indonésie, d'Israël, du Kenya, de Namibie, d'Afrique du Sud, de Tanzanie, du Zimbabwe et de Zambie.
Ses travaux les plus connus sont ceux sur les hominidés d'Afrique de l'Est, en particulier ceux des gorges d'Olduvai. En collaboration avec Louis Leakey et John Napier, il a identifié et décrit l'espèce nommée Homo habilis. Il a publié deux volumes sur les restes fossiles d'hominines des gorges d'Olduvai,.
Il est étroitement lié aux fouilles du site de Sterkfontein, programme de recherche qu'il a initié en 1966. Les grottes de Sterkfontein, déjà bien connues par son prédécesseur à l'université du Witwatersrand, Raymond Dart, ont été utilisées comme vecteur pour transmettre les notions d'anthropologie aux étudiants en anatomie de l'université et ont connu des fouilles parmi les plus intenses pour un même site. Sterkfontein a livré le plus grand nombre d'individus d'Australopithecus africanus, ainsi que le premier individu connu d'Homo habilis en Afrique australe. Le site est inscrit au patrimoine mondial de l'Unesco depuis 1999.

## Engagement politique
Partisan de l'intégration raciale des universités et d'une Afrique du Sud non raciale, Phillip Tobias s'opposa à la politique d'apartheid menée par son pays à partir de 1948 quand le parti national arriva au pouvoir. Il fut notamment président de l'union nationale des étudiants sud-africains (National Union of South African Students  - NUSAS) à la fin des années 1940 et milita plus particulièrement pour que l'université du Witwatersrand demeure une université racialement ouverte à tous. Plus tard, en tant que doyen de la faculté de médecine, il demanda des sanctions contre les médecins qui avaient eu à prendre en charge Steve Biko et n'avaient pas respecté le serment d'Hippocrate. Il obtint leur condamnation par les instances disciplinaires ainsi que la dénonciation de leur collaboration avec la police d’État, impliquée dans le décès de Biko ,. 
En 1981, il fut l'un des membres fondateurs du Conseil culturel mondial. Néanmoins, en tant que sud-africain, il fut exclu avec ses compatriotes du Congrès archéologique mondial de Southampton en 1986. Il s'opposa également au boycott culturel et scientifique qui touchait son pays, estimant que cela nuisait aux structures universitaires d'Afrique du Sud et serait nuisible à son avenir. 
Durant les années 2000, il a mené au nom du gouvernement sud-africain les négociations avec la France pour le retour des restes de Saartjie Baartman.